# Hipótesis del citoplasma fuera

Sucesión de etapas de evolución protocelular en el modelo del citoplasma fuera de Blobel.

La hipótesis del citoplasma fuera es un modelo que describe el origen de la primera célula considerando que el citoplasma permanece en el exterior mientras coevoluciona con la membrana citoplasmática. Una invaginación posterior de la membrana haría que el citoplasma se interiorizara para dar lugar a la primera célula. Esta teoría es la alternativa a la hipótesis del citoplasma dentro. Tiene la ventaja de que no requiere que la membrana citoplasmática primitiva hubiera adquirido tempranamente la capacidad de operar como barrera selectiva para permitir el paso de los componentes moleculares del citoplasma al interior de la vesícula.
De acuerdo con este modelo, las bacterias Gram negativas serían las primeras células en aparecer sobre la Tierra, conservando la doble membrana producida por la invaginación, mientras que las bacterias Gram positivas se derivarían de las primeras como consecuencia de la pérdida la membrana externa. 
El modelo fue primero propuesto por Blobel, quien describe las distintas etapas de la evolución protocelular sobre la superficie de la membrana culminando con el desarrollo de la primera célula. Basándose en esta idea, Cavalier-Smith desarrolla su propia versión del modelo que denomina obcell. El modelo es recientemente retomado por Griffiths.